# Urban blog
Con l'espressione urban blog si identificano blog riferiti ad una entità territoriale definita (una città, un paese, un quartiere) e che utilizzano la tecnica del passaparola digitale per compiti di socializzazione diretta e indiretta anche con l'utilizzo di immagini e video riferiti alla comunità. 
Interessante l'utilizzo di mappe e di sistemi di social bookmarking per aumentare il livello di condivisione e di collaborazione.
I blogger che inseriscono i post, possono essere o singoli oppure organizzati in gruppi eterogenei, in maniera tale da avere argomenti anche se il territorio o il quartiere è di piccole dimensioni.
Sugli urban blog, si rendono servizi locali quali recensioni di ristoranti, calendari delle farmacie di turno, elenco delle sagre e delle feste che interessano la zona del blog oltre alle notizie di informazione locale.
Secondo il principio delle libere informazioni e della collaborazione, sono nati interi network di urban blog che racchiudono decine di comuni al loro interno.